# Franco Ipsaro Passione
Franco Ipsaro Passione (Naso, 1º agosto 1959) è un ex calciatore italiano, di ruolo difensore.

## Biografia
Terminata la carriera di calciatore ha svolto varie attività a Pisa, tra le quali commerciante e direttore sportivo di società calcistiche dilettantistiche.

## Carriera
Dopo aver debuttato in alcune squadre siciliane nelle categorie minori, ha toccato i suoi livelli più alti in Serie B e in Serie A nel Verona, nell'Avellino e nel Pisa nel corso degli anni ottanta.
In carriera ha totalizzato complessivamente 42 presenze e 2 reti in Serie A con Avellino e Pisa, e 129 presenze e 6 reti in Serie B con Verona, Sambenedettese e Pisa. Ha conquistato tre promozioni in Serie A (col Verona nella stagione 1981-1982 e col Pisa nelle stagioni 1984-1985 e 1986-1987). Nel 1982, un giovane Gianluca Vialli lo definì l'avversario più ostico mai affrontato.
Dopo quest'ultima esperienza toscana, ha chiuso col calcio professionistico a soli 28 anni complice un grave infortunio. 

## Palmarès

### Competizioni nazionali
- Campionato italiano di Serie B: 2

Verona: 1981-1982
Pisa: 1984-1985
- Campionato italiano Serie C2: 1

Rende: 1978-1979 (girone D)

### Competizioni internazionali
- Coppa Mitropa: 1

Pisa: 1985-1986